# Giovanni Reyna
Giovanni Alejandro Reyna, född 13 november 2002 i Durham, är en amerikansk fotbollsspelare som spelar för Borussia Dortmund.
Reyna är son till Claudio Reyna, före detta spelare i bland annat Rangers, Sunderland och Manchester City.

## Klubbkarriär
Den 31 januari 2024 förlängdes Reynas kontrakt med Borussia Dortmund till sommaren 2026, och han anslöt till Nottingham Forest på ett lån till slutet av säsongen 2023/2024.